# Thenon
Thenon (Okzitanisch: Tenon) ist eine französische Gemeinde mit 1.267 Einwohnern (Stand: 1. Januar 2022) im Norden des Départements Dordogne in der Region Nouvelle-Aquitaine. Sie gehört zum Arrondissement Sarlat-la-Canéda und zum Kanton Le Haut-Périgord noir. Die Bewohner werden Thenonnais und Thenonnaises genannt.

## Geographie
Thenon liegt 27 Kilometer ostsüdöstlich von Périgueux. In der Gemeinde entspringt der Manoire. Umgeben wird Thenon von den Nachbargemeinden Ajat im Westen und Norden, Azerat im Norden und Osten, Auriac-du-Périgord im Südosten, Bars im Süden sowie Fossemagne im Südwesten.

## Bevölkerungsentwicklung
| Jahr                       | 1962 | 1968 | 1975 | 1982 | 1990 | 1999 | 2006 | 2019 |
| Einwohner                  | 1130 | 1096 | 1253 | 1259 | 1339 | 1205 | 1290 | 1257 |
| Quellen: Cassini und INSEE |      |      |      |      |      |      |      |      |

## Verkehr
Thenon hat im Norden der Gemarkung einen Bahnhof an der Bahnstrecke Coutras–Tulle, der im Regionalverkehr mit TER-Zügen bedient wird.
Durch den Norden der Gemeinde führt die Autoroute A89.

## Sehenswürdigkeiten

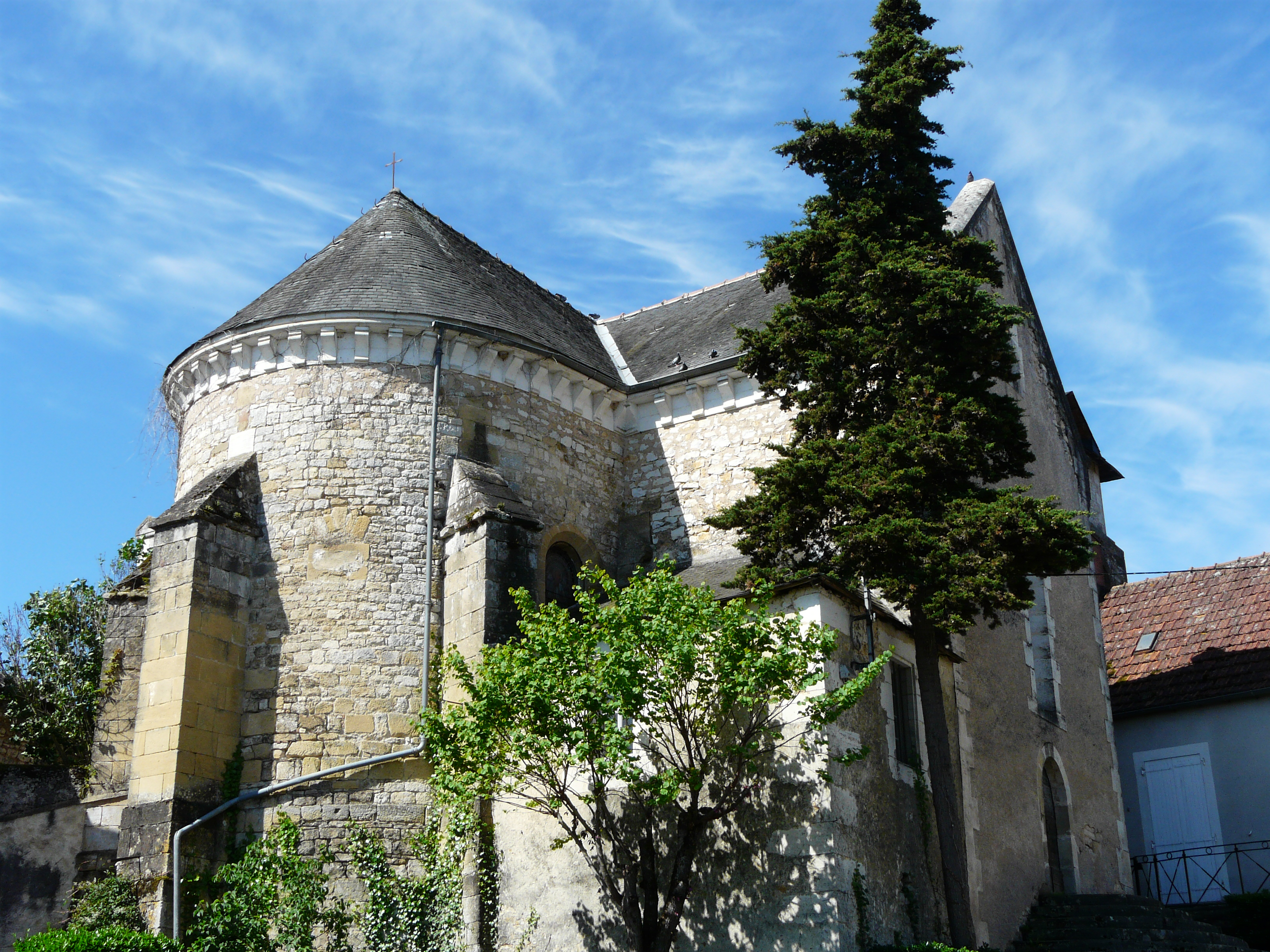
Kirche Saint-Martial
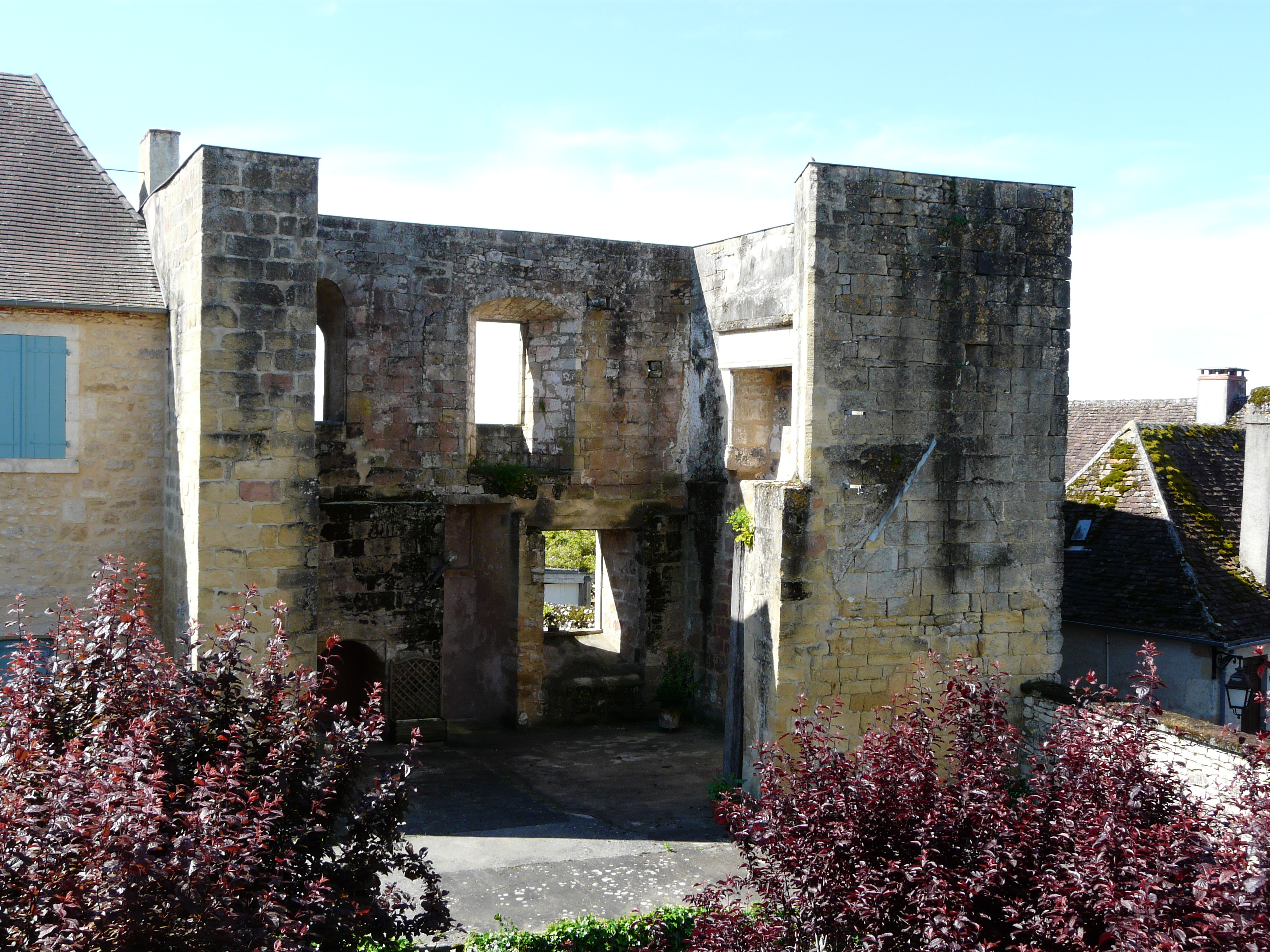
Ruinen der früheren Burganlage von Thenon aus dem 12. Jahrhundert
- Markthalle
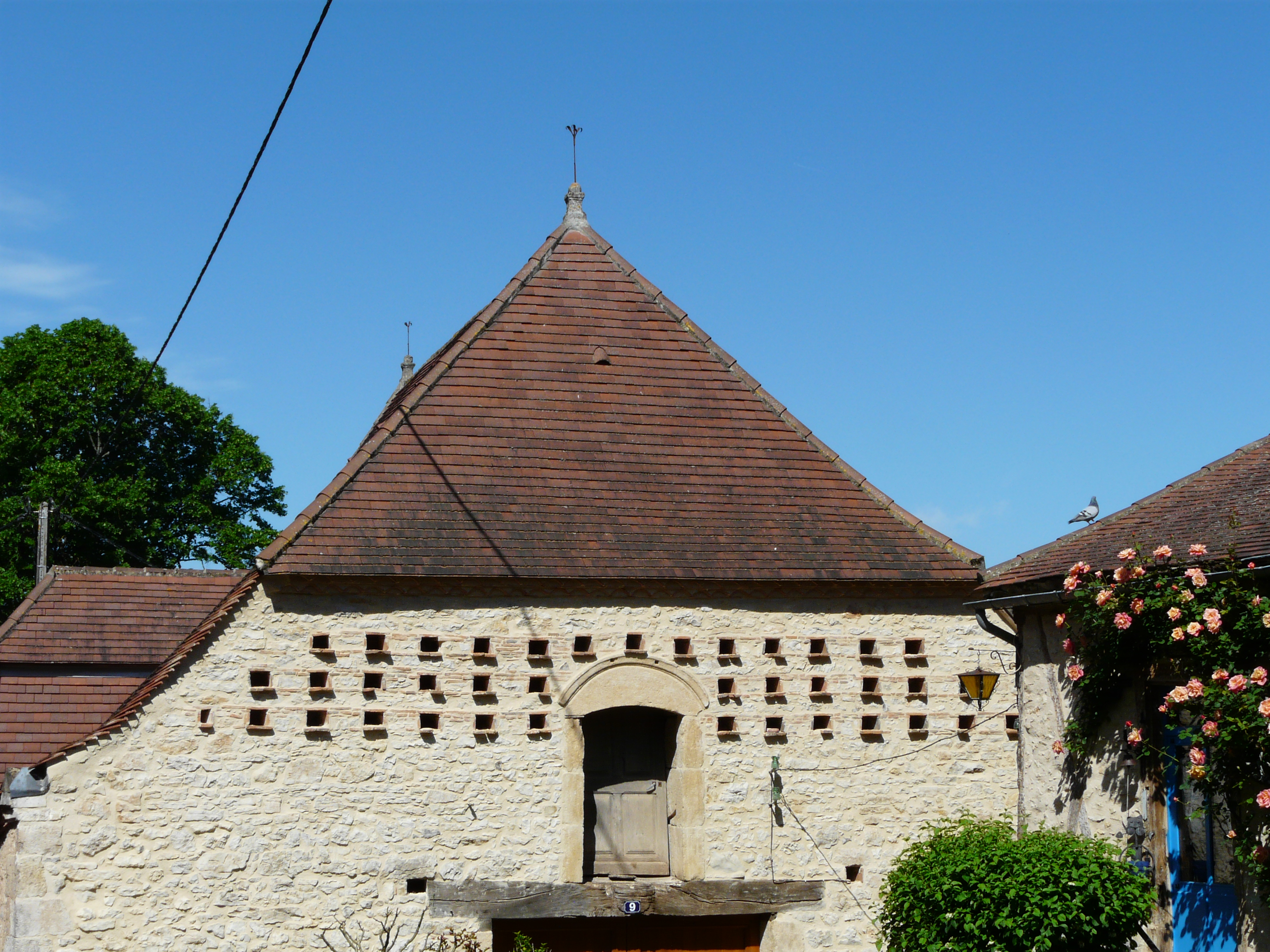
großes Taubenhaus

- Kirche Saint-Martial
- Ruinen der Burg Thenon
- Großes Taubenhaus